# Centropogon carolinae
Centropogon carolinae är en klockväxtart som beskrevs av F.Wimm. Centropogon carolinae ingår i släktet Centropogon och familjen klockväxter. Inga underarter finns listade i Catalogue of Life.